# Le perle di Cleopatra
Pour plus de détails, voir Fiche technique et Distribution.
Le perle di Cleopatra (« Les Perles de Cléopâtre ») est un film muet en noir et blanc italien réalisé par Guido Brignone, sorti en 1922.

## Fiche technique
- Titre original : Le perle di Cleopatra
- Réalisation : Guido Brignone
- Scénario : Arrigo Frusta
- Société de production : Rodolfi Film (it)
- Société de distribution : Rodolfi Film
- Pays de production :  Royaume d'Italie
- Langue : italien
- Format : Noir et blanc – 1,33:1 – 35 mm – Muet
- Genre : film historique
- Longueur de pellicule : 1 368 m
- Année : 1922
- Date de sortie :
  - Royaume d'Italie : septembre 1922

## Distribution
- Carlo Aldini : Ajax
- Liliana Ardea : Liliana
- Lola Visconti-Brignone : Mirta Zenta
- Cesare Gani Carini : le majordome
- Fernanda Negri Pouget : Bianca Zenta
- Armand Pouget : Bauer
- Giuseppe Brignone (it) : le clown
- Vasco Creti : le baron Zeno